# Fantastisk litteratur
Fantastisk litteratur er en skønlitterær genre, der både har realistiske og urealistiske elementer. Denne type litteratur indeholder fortællinger, hvis begivenheder sprænger den naturlige forklaring. 

## Undergenrer
- Fantasy
- Folkeminde
- Gotisk litteratur
- Horror
- Magisk realisme
- Science fiction